# Anonchus maculatus
Anonchus maculatus is een rondwormensoort uit de familie van de Leptolaimidae.